# Elaphria lithotela
Elaphria lithotela là một loài bướm đêm trong họ Noctuidae.